# Wolfgang Schepp
Wolfgang Schepp (* 23. September 1955 in Aachen) ist ein deutscher Internist und Gastroenterologe.

## Leben
Nach dem Abitur am humanistischen Kaiser-Karls-Gymnasium in Aachen studierte Schepp von 1975 bis 1981 mit einem Stipendium der Studienstiftung des Deutschen Volkes Humanmedizin an der Friedrich-Wilhelms-Universität Bonn. Dort promovierte er 1981 zum Dr. med.
1981–1982 arbeitete Schepp als Ausbildungsstipendiat der Deutschen Forschungsgemeinschaft am Institut für Pharmakologie der Universität Tübingen. Zum Internisten wurde er von 1983 bis 1984 an der Medizinischen Poliklinik der Universität Bonn weitergebildet, von 1985 bis 1988 an der II. Medizinischen Klinik und Poliklinik der Technischen Universität München (Klinikum rechts der Isar). Dort habilitierte er sich 1988.
Nach einem Forschungsaufenthalt 1989 an der University of California at Los Angeles kehrte Schepp an die II. Medizinischen Klinik und Poliklinik der Technischen Universität München zurück. Nach der Anerkennung als Gastroenterologe wurde er 1990 zum Oberarzt an der II. Medizinischen Klinik und Poliklinik der Technischen Universität München ernannt. Von deren Fakultät für Medizin wurde er 1993 vorzeitig zum Außerplanmäßigen Professor ernannt, 1997 zum C3-Professor a.L. für Gastroenterologie.
1997 übernahm er als Chefarzt die Leitung der Klinik für Gastroenterologie, Hepatologie und Gastroenterologische Onkologie des Klinikums Bogenhausen (Städtisches Klinikum München GmbH; München Klinik gGmbH; Akademisches Lehrkrankenhaus der Technischen Universität München). Von 2002 bis 2006 war Schepp Ärztlicher Direktor des Hauses. Von 2007 bis 2021 leitete er das Zertifizierte Darmkrebszentrum  und im Verlauf das Zertifizierte Viszeralonkologische Zentrum  der Deutschen Krebsgesellschaft an der München Klinik Bogenhausen. Seit dem 1. Juli 2021 ist Schepp als Senior Consultant an der zuvor von ihm geleiteten Klinik für Gastroenterologie, Hepatologie und Gastroenterologischen Onkologie der München Klinik Bogenhausen tätig. Seit 2022 ist er Fachexperte Vizeralonkologische Zentren der Deutschen Krebsgesellschaft.
Schepp forscht zu Säure-assoziierten Erkrankungen des oberen Gastrointestinaltrakts, Helicobacter pylori-Gastritis und zu bösartigen Erkrankungen des Gastrointestinaltrakts.

## Auszeichnungen
- Forschungspreis des Bundesministers für Gesundheit[3] (1984)
- Förderpreis Klinische Gastroenterologie der Gesellschaft für Gastroenterologie in Bayern (1985 und 1994).
- C.A. Ewald Preis der Deutschen Gesellschaft für Verdauungs- und Stoffwechsel-krankheiten (1990)
- S. Thannhauser Preis der Deutschen Gesellschaft für Verdauungs- und Stoffwechselkrankheiten (1991)
- Presidential Poster, Deutsche Gesellschaft für Verdauungs- und Stoffwechselkrankheiten (1997 und 2001)
- DDW Poster of Distinction, American Gastroenterological Association, (1998)
- Fellow, European Board of Gastroenterology (2005)
- Klinikförderpreis der Bayerischen Landesbank, München (2007)
- Fellow, American Gastroenterological Association (2008)

## Ehrenämter
- Mitglied des Vorstandes, Bundesverband Gastroenterologie Deutschland, 2008–2010
- Stellvertretender Vorsitzender, Arbeitsgemeinschaft Deutscher Darmkrebszentren[4](ADDZ) (2010–2017)
- Leitung, Kommission für Medizinische Klassifikation und Gesundheitsökonomie[5], Deutsche Gesellschaft für Gastroenterologie, Verdauungs- und Stoffwechselkrankheiten (DGVS) (2011–2017)
- Mitglied des Beirates der DGVS (seit 2013)
- Präsident der 73. Jahrestagung der DGVS (Viszeralmedizin 2018), München
- Mitglied des Vorstands der DGVS (2018)

## Werke
- M. Classen, H. G. Dammann, Wolfgang Schepp: Der Ulkuspatient in der Praxis. Verlag R. Pfützner, München, 1988.
- Wolfgang Schepp: Isolierte Parietalzellen. Ein experimentelles System zur Untersuchung physiologischer und pharmakologischer Regulationsmechanismen der Magensäuresekretion. Thieme Verlag, Stuttgart, New York, 1989.
- S2k Leitlinie Gastroösophageale Refluxkrankheit 2014 (AWMF Register 021-013)